# Diego Martín López
Diego Martín López (26 de junho de 1986) é um remador argentino e medalhista pan-americano no Rio 2007.